# エイビー隕石

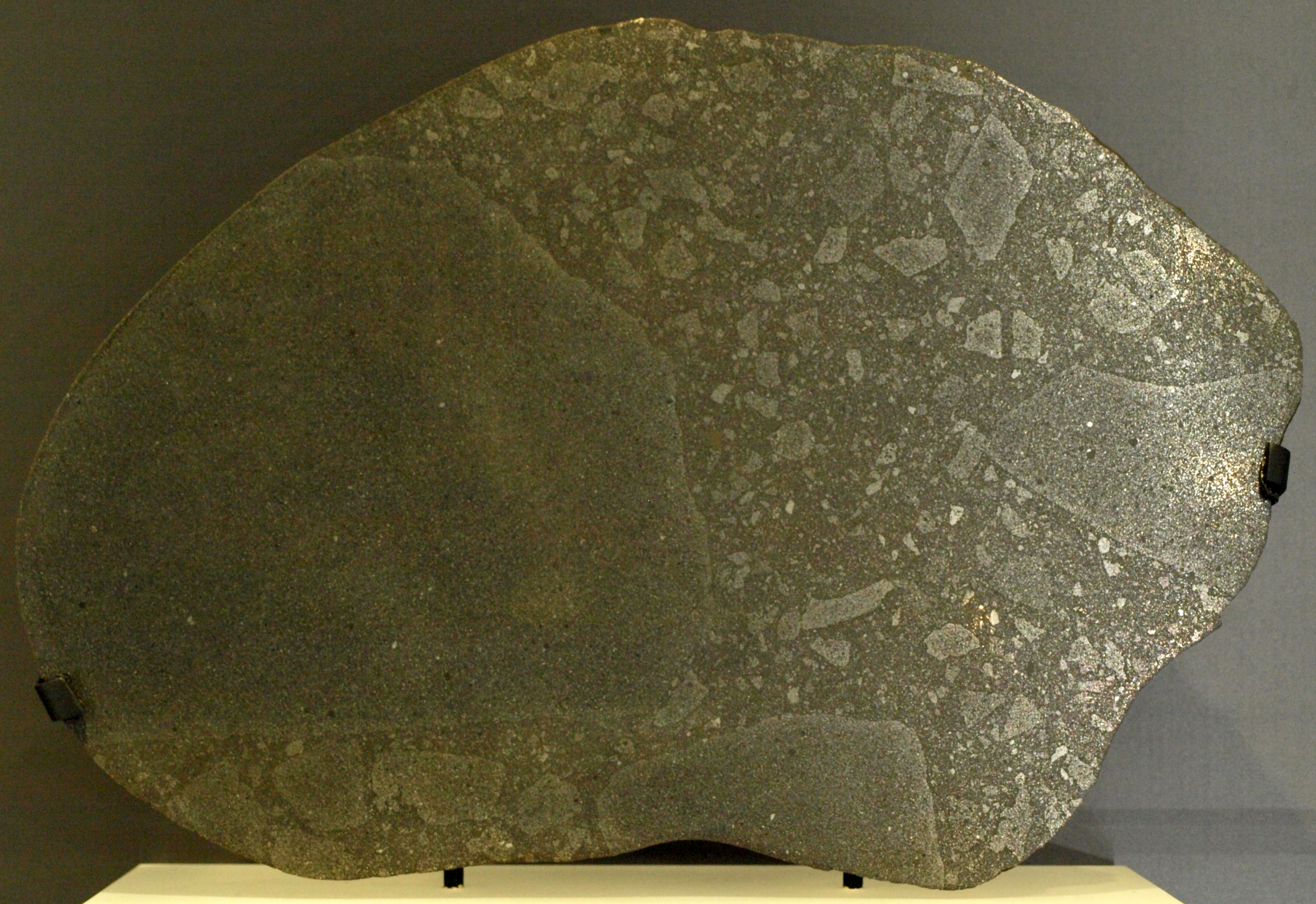
ロイヤルオンタリオ博物館に展示されているエイビー隕石

エイビー隕石（エイビーいんせき、Abee meteorite）は1952年6月9日にカナダ・アルバータ州エイビー (Abee) に落下した隕石である。エンスタタイト・コンドライトのEH4型に分類される。エンスタタイト・コンドライトとしてはこれまで発見された最大の隕石で全体で107 kgが回収された。
他の隕石と比べて特異な成分、組織をもつ隕石で、酸素成分が少なく､硫黄成分が多い。母天体は原始太陽系円盤の酸素の少ない部分で形成されたと考えられる。仮説のひとつは水星の近くの天体から放出されたとするものがあるが、その軌道から地球軌道まで、到達するメカニズムが考えられないなどの反論がされている。 